# Волувское княжество
Волувское княжество (пол. Księstwo wołowskie, чеш. Volovské knížectví, нем. Herzogtum Wohlau) — одно из княжеств, расположенное в Нижней Силезии со столицей в Волуве.

## История
Первоначально Волув входил в состав Вроцлавского княжества. После раздела Силезии в 1248 году Волув вошёл в состав Глогувского княжества. В 1312 году, в результате раздела Глогувского княжества, Волув стал частью новообразованного Олесницкого княжества. В том же году его отобрал у князей Олесницких князь Легницкий и Бжегский Болеслав III Расточитель. Впоследствии Волув вернулся в состав   Олесницкого княжества. В 1329 году князь Конрад I Олесницкий принёс оммаж королю Чехии Яну Люксембургскому.

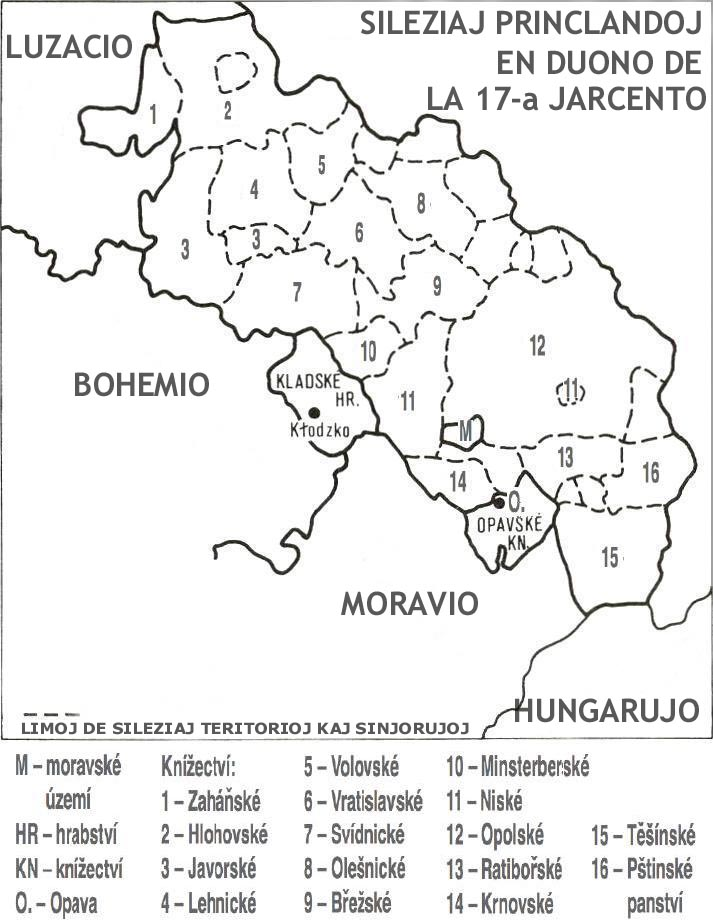
Силезские княжества в XVII веке. Волувское княжество отмечено цифрой 5

Впервые в отдельное княжество Волув был выделен в 1439 году, когда олесницкий князь Конрад V Кацкий завещал его своей жене Маргарите в качестве вдовьего удела. После смерти Маргариты в 1449 Волувское княжество вернулось во владение Олесницким князьям, и через три года в результате раздела Олесницкого княжества между братьями Конрадом IX Чёрным и Конрадом X Белым вновь было выделено в самостоятельное княжество.
В 1489 году обострились отношения Олесницких князей с королём Венгрии Матьяшем Хуньяди, вследствие чего последний изгнал князя Конрада X из Волува. В следующем году венгерский король скончался, и Конрад вернул своё княжество. Спустя два года бездетный князь Конрад X скончался, и Волувское княжество отошло к Чешскому королевству, как сюзерену. 

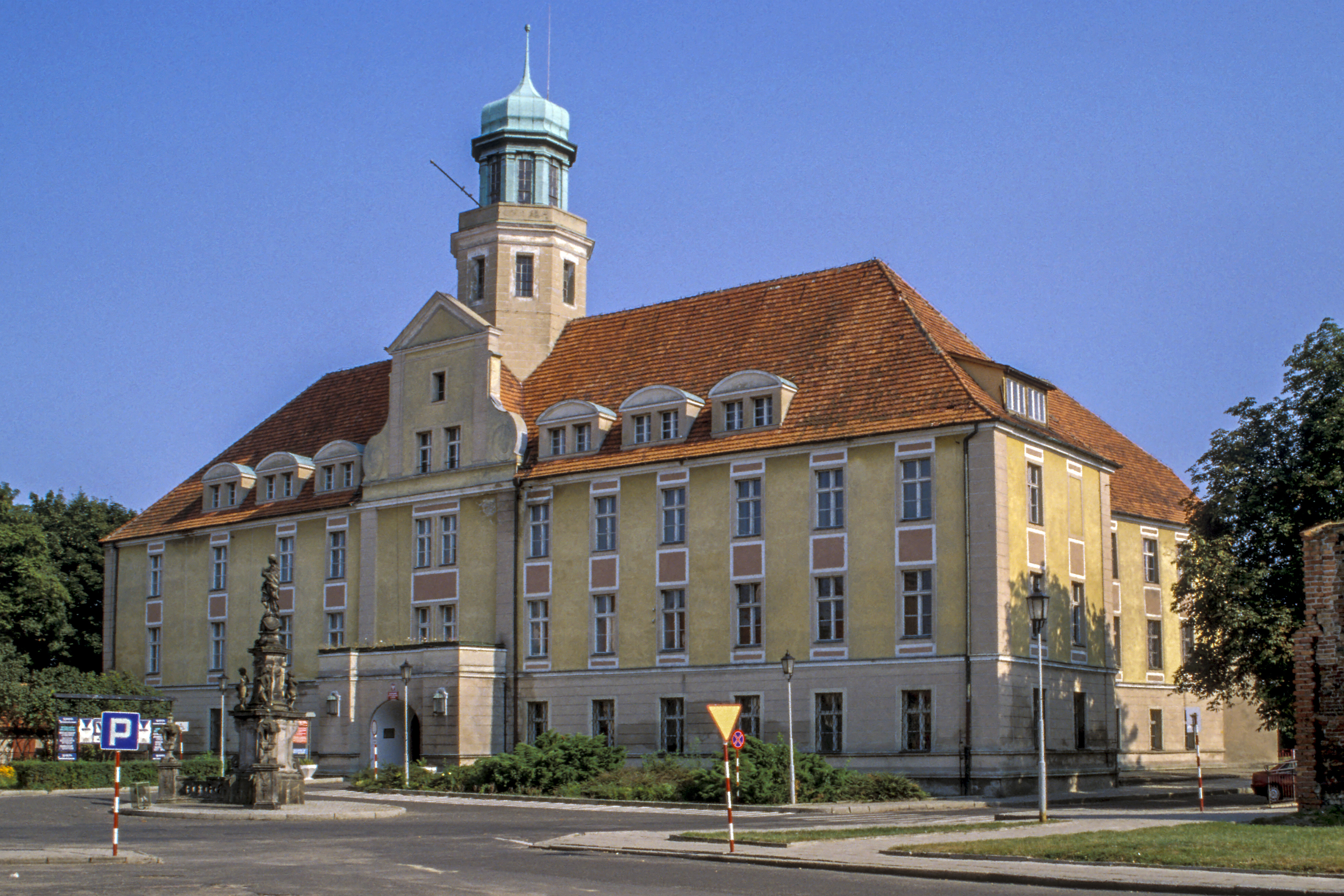
Волувский княжеский замок

В 1495 году князь Зембицкий Йиндржих I из Подебрад, сын чешского короля Иржи из Подебрада, по соглашению с королём Владиславом II получил Олесницу и Волув в наследственное владение. В 1501 году его сыновья выделили Волув во владение своему тестю, князю Ян II Безумному, в 1488 году потерявшему своё Глогувское княжество. Князь Ян владел Волувом, но князем Волувским никогда не именовался. После его смерти в 1504 году княжество вернулось к Зембицким князьям. В 1517 году князь Карл I Зембицкий продал Волувское княжество богатой семье Турзо, которая через шесть лет продала его князьям Легницким.
В 1523—1672 годах Волувское княжество было частью владений легницко-бжегской линии Силезских Пястов. В 1672 году, после смерти князя Кристиана Бжегского и Легницкого, оно было выделено в самостоятельное княжество и передано во владение его вдове Луизе Ангальт-Дессауской в качестве вдовьего удела. В 1675 году умер сын Луизы, князь Легницкий и Бжегский Георг Вильгельм, последний представитель династии Силезских Пястов, вследствие чего после смерти Луизы Ангальт-Дессауской в 1680 году Волувское княжество перешло во владение Габсбургов как королей Чехии.
Соглашение 1537 года о наследовании владений князя Фридриха II Легницкого стало поводом для начала Первой Силезской войны, в результате которой почти вся Силезия отошла к Пруссии в 1742 году. В 1807 году силезские княжества были упразднены в рамках прусских административных реформ.

## Князья Волувские
| #                                                | Портрет | Имя (годы жизни)                                                                            | Родители                                                        | Годы правления | Примечания |
| ------------------------------------------------ | ------- | ------------------------------------------------------------------------------------------- | --------------------------------------------------------------- | -------------- | --- |
| 1                                                |         | Маргарита, жена князя Конрада V Кацкого (? — 15 марта 1449)                                 |                                                                 | 1439-1449      | Вдовий удел |
| 2                                                |         | Конрад VII Белый (ок. 1390 — 14 февраля 1452)                                               | Конрад III Старый Гута                                          | 1449-1450      | князь Олесницкий (с 1416 по 1427 и с 1439 по 1450 год), князь Сцинавский (с 1416 по 1427 и с 1444 по 1450 год), князь Козленский (с 1416 по 1450 год), князь Бытомский (с 1416 по 1450 год)                  |
| 3                                                |         | Конрад IX Чёрный (1415/1420 — 14 августа 1471)                                              | Конрад V Кацкий Маргарита                                       | 1450-1452      | князь Олесницкий (с 1450 по 1471 год), князь Сцинавский (с 1450 по 1452 год), князь Козленский (с 1450 по 1471 год), князь Бытомский (с 1450 по 1471 год)                                                    |
| 4                                                |         | Конрад X Белый (ок. 1420 — 21 сентября 1492)                                                | Конрад V Кацкий Маргарита                                       | 1450-1489      | князь Олесницкий (с 1450 по 1452 и с 1478 по 1492 год), князь Сцинавский (с 1450 по 1492 год), князь Козленский (с 1450 по 1452 и с 1471 по 1472 год), князь Бытомский (с 1450 по 1452 и с 1471 по 1472 год) |
| 5                                                |         | Матьяш Хуньяди (23 февраля 1443 — 6 апреля 1490)                                            | Янош Хуньяди Эржебет Силадьи                                    | 1489-1490      | король Венгрии (с 1458 по 1490 год) |
| 4                                                |         | Конрад X Белый (ок. 1420 — 21 сентября 1492)                                                | Конрад V Кацкий Маргарита                                       | 1490-1492      | второе правление |
| В 1492 году вошло в состав земель Чешской короны |         |                                                                                             |                                                                 |                | |
| 6                                                |         | Йиндржих I из Подебрад (Генрих Мюнстербергский) (15 мая 1448 — 24 июня 1498)                | Йиржи из Подебрад Кунгута из Штернберка                         | 1495-1498      | князь Зембицкий (с 1465 по 1498 год), князь Опавский (с 1465 по 1472 год), князь Олесницкий (с 1495 по 1498 год)                                                                                             |
| 7                                                |         | Альбрехт I Мюнстербергский (3 августа 1468 — 12 июня 1511)                                  | Йиндржих I из Подебрад Урсула Бранденбургская                   | 1498-1511      | князь Зембицкий (с 1498 по 1511 год), князь Олесницкий (с 1498 по 1511 год) |
| 8                                                |         | Георг I Мюнстербергский (1 октября 1470 — 10 ноября 1502)                                   | Йиндржих I из Подебрад Урсула Бранденбургская                   | 1498-1502      | князь Зембицкий (с 1498 по 1502 год), князь Олесницкий (с 1498 по 1502 год) |
| 9                                                |         | Карл I Мюнстербергский (4 мая 1476 — 31 мая 1536)                                           | Йиндржих I из Подебрад Урсула Бранденбургская                   | 1498-1517      | князь Зембицкий (с 1498 по 1536 год), князь Олесницкий (с 1498 по 1536 год) |
| В 1517 году продано семье Турзо                  |         |                                                                                             |                                                                 |                | |
| 10                                               |         | Фридрих II Легницкий (12 февраля 1480 — 17 ноября 1547)                                     | Фридрих I Легницкий Людмила из Подебрад                         | 1523-1547      | князь Легницкий (с 1488 по 1547 год), князь Зембицкий (с 1542 по 1547 год), князь Бжегский (с 1503 по 1505 и с 1521 по 1547 год), князь Хойнувский (с 1488 по 1547 год), князь Олавский (с 1503 по 1547 год) |
| 11                                               |         | Георг II Бжегский (18 июля 1523 — 7 мая 1586)                                               | Фридрих II Легницкий София Бранденбург-Ансбах-Кульмбахская      | 1547-1586      | князь Бжегский (с 1547 по 1586 год), князь Олавский (с 1547 по 1586 год) |
| 12                                               |         | Иоахим Фридрих Бжегский (29 сентября 1550 — 25 марта 1602)                                  | Георг II Бжегский Барбара Бранденбургская                       | 1586-1602      | князь Легницкий (с 1596 по 1602 год), князь Бжегский (с 1595 по 1602 год), князь Олавский (с 1586 по 1592 и с 1594 по 1602 год)                                                                              |
| 13                                               |         | Иоганн Георг Олавский (17 июня 1552 — 6 июля 1592)                                          | Георг II Бжегский Барбара Бранденбургская                       | 1586-1592      | князь Олавский (с 1586 по 1592) |
| 14                                               |         | Иоганн Кристиан Бжегский (28 августа 1591 — 25 декабря 1639)                                | Иоахим Фридрих Бжегский Анна Мария Ангальтская                  | 1602-1612      | князь Легницкий (с 1602 по 1612 год), князь Бжегский (с 1602 по 1633 год), князь Олавский (с 1605 по 1633 год)                                                                                               |
| 15                                               |         | Георг (Ежи) Рудольф Легницкий (22 января 1595 — 14 марта 1653)                              | Иоахим Фридрих Бжегский Анна Мария Ангальтская                  | 1602-1653      | князь Легницкий (с 1602 по 1653 год), князь Бжегский (с 1602 по 1612 год) |
| 16                                               |         | Георг (Ежи) III Легницкий (4 сентября 1611 — 4 июля 1464)                                   | Иоганн Кристиан Бжегский Доротея Сибилла Бранденбургская        | 1653-1654      | князь Легницкий (с 1653 по 1654 год), князь Бжегский (с 1639 по 1664 год), князь Олавский (с 1639 по 1654 год)                                                                                               |
| 17                                               |         | Людвик IV Легницкий (19 апреля 1616 — 24 ноября 1663)                                       | Иоганн Кристиан Бжегский Доротея Сибилла Бранденбургская        | 1653-1654      | князь Легницкий (с 1653 по 1663 год), князь Бжегский (с 1639 по 1654 год), князь Олавский (с 1639 по 1654 год)                                                                                               |
| 18                                               |         | Кристиан Бжегский (19 апреля 1618 — 28 февраля 1672)                                        | Иоганн Кристиан Бжегский Доротея Сибилла Бранденбургская        | 1653-1672      | князь Легницкий (с 1653 по 1654 год), князь Бжегский (с 1639 по 1654 и с 1664 по 1672 год), князь Олавский (с 1639 по 1672 год)                                                                              |
| 19                                               |         | Луиза Ангальт-Дессауская, жена князя Кристиана Бжегского (10 февраля 1631 — 25 апреля 1680) | Иоганн Казимир, князь Ангальт-Дессау Агнесса Гессен-Кассельская | 1672-1680      | княгиня Олавская (с 1672 по 1680 год) Вдовий удел |
| В 1680 году вошло в состав земель Чешской короны |         |                                                                                             |                                                                 |                | |